# Heteropoda conwayensis
Heteropoda conwayensis là một loài nhện trong họ Sparassidae.
Loài này thuộc chi Heteropoda. Heteropoda conwayensis được Hugh Davies miêu tả năm 1994.